# 拉沙佩勒迪布瓦德福
拉沙佩勒-迪布瓦德福（法語：La Chapelle-du-Bois-des-Faulx，法語發音：[la ʃapɛl dy bwa de fo]）是法国厄尔省的一个市镇，位于该省中部偏东，属于埃夫勒区。

## 地名
“拉沙佩勒”（La Chapelle）在法语中意为“小教堂”，而“布瓦”（Bois）则指“树林”。

## 地理
拉沙佩勒-迪布瓦德福（49°6'44"N, 1°10'0"E）面积4.37 平方千米，位于法国诺曼底大区厄尔省，该省份为法国北部内陆省份，北起滨海塞纳省，西接奧恩省和卡爾瓦多斯省，南至厄尔-卢瓦省，东临瓦兹省、瓦兹河谷省和伊夫林省。
与拉沙佩勒-迪布瓦德福接壤的市镇（或旧市镇、城区）包括：勒布莱莫兰、埃马勒维尔、厄尔河畔厄德勒维尔、伊尔维尔。
拉沙佩勒-迪布瓦德福的时区为UTC+01:00、UTC+02:00（夏令时）。

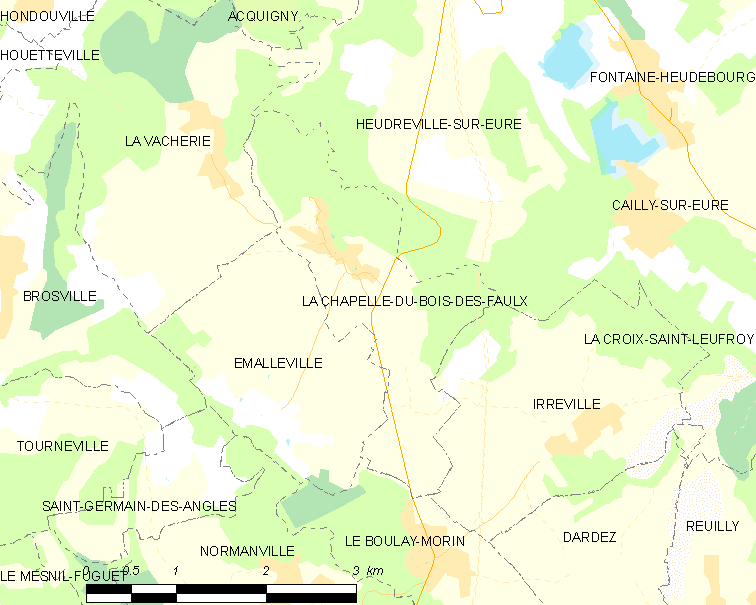
拉沙佩勒-迪布瓦德福的OSM定位图

## 行政
拉沙佩勒-迪布瓦德福的邮政编码为27930，INSEE市镇编码为27147。

## 政治
拉沙佩勒-迪布瓦德福所属的省级选区为埃夫勒第二县。

## 人口

1962-2008年间拉沙佩勒-迪布瓦德福人口变化图示

拉沙佩勒-迪布瓦德福于2022年1月1日时的人口数量为656人。